# John Parish von Senftenberg
John Parish, ab 1816 von Senftenberg (* 23. Februar 1774 in Hamburg; † 2. September 1858 in Senftenberg, Bezirk Senftenberg, Königgrätzer Kreis) war ein Kaufmann und Astronom.

## Leben
Parish war der älteste Sohn des Hamburger Kaufmanns John Parish und dessen Ehefrau Henriette, geb. Todd. Ihm und seinem Bruder Richard übertrug der Vater 1796 die Leitung des Unternehmens Parish & Co. Vor der Französischen Besetzung Hamburgs emigrierte die Familie 1806 nach England, von wo aus Parish während der Napoleonischen Kriege die Kaiserlich-Königliche Armee finanzierte.
Am 27. August 1814 heiratete er in der Londoner St.-Georgs-Kirche Catherine Birney. Nach dem Abzug der französischen Truppen zog sich Parish 1815 aus allen Geschäften zurück und erwarb von Weriand Alfred zu Windisch-Graetz die Herrschaften Senftenberg und Lititz (Litice) mit 20 Dörfern in Ostböhmen. Das Schloss Senftenberg erwählte er zu seinem Ruhesitz. Am 10. Jänner 1816 erhielt Parish den erblichen österreichischen Ritterstand mit dem Prädikat „von Senftenberg“, am 24. Februar 1816 wurde ihm für seine Verdienste in den Koalitionskriegen das Inkolat zur Aufnahme in den böhmischen Ritterstand erteilt, und am 13. Dezember 1816 erfolgte seine Erhebung in den erblichen österreichischen Freiherrenstand.
Auf Schloss Senftenberg widmete Parish sich astronomischen Beobachtungen. Auf dem Schloss Senftenberg errichtete er ein privates Observatorium, für das er den Astronomen und späteren Abt Paul Hackel einstellte. Als Hackels Nachfolger erhielt Theodor Brorsen bei Parish eine Anstellung. Zusammen mit Brorsen entdeckte Parish mehrere Planetoiden. Unter dem Erben George Parish wurden die Instrumente verkauft und die Sternwarte aufgelöst.
Im benachbarten Helkowitz (Helvíkovice), das Teil des Großgrundbesitzes war, ließ John Parish eine Fasanerie errichten und ein Jagdschlösschen im Empirestil erbauen. Da er kinderlos blieb, trat George Parish – der Sohn des jüngeren Bruders Richard Parish (1776–1860) – das Erbe an.